# Чемпионат мира по шоссейным велогонкам 2019 — индивидуальная гонка (мужчины)
Индивидуальная гонка с раздельным стартом у мужчин  на чемпионате мира по шоссейному велоспорту 2019 года прошла 23 сентября в британском Харрогейте. Победу второй год подряд одержал австралийский велогонщк Роан Деннис.

## Участники
Страны-участницы определялись на основании рейтинга UCI World Ranking. Максимальное количество гонщиков в команде не могло превышать 2 человек при условии что один из них участвует в групповой гонке. Помимо этого вне квоты могли участвовать действующие чемпионы континентальных чемпионатов. Всего участие приняло 57 участников из 38 стран.
| Национальные сборные (38)- Аргентина - Австралия - Австрия - Бельгия - Беларусь - Канада - Колумбия - Чехия - Дания - Испания - Эстония - Франция - Великобритания - Ирландия - Исландия - Италия - Гана - Казахстан - Кувейт - Литва - Люксембург - Намибия - Нидерланды - Новая Зеландия - Парагвай - Португалия - Польша - Румыния - ЮАР - Россия - Словения - Швейцария - Словакия - Сирия - Китайский Тайбэй - США - Узбекистан - Германия |
| |

## Маршрут
Старт располагался в Норталлертоне. Далее трасса шла через Бедейл, Машем, Греэлторп, Рипли, Киллингелл и финишировала в Харрогейте. Последний километр сначала включал на протяжении 400 метров три резких поворота, после чего начиналась финишная прямая длинной 600 метров шедшая в подъём (на первых 100 метрах градиент в 4%).
Общая протяженность маршрута составила 54 километра.

## Результаты
| \| Генеральная классификация \| Генеральная классификация \| Генеральная классификация \| Генеральная классификация \| Генеральная классификация \| \| Гонщик \| Гонщик \| Команда \| Время \| \| \| ------------------------- \| ------------------------- \| ------------------------- \| ------------------------- \| ------------------------- \| \| 1-й \| Роан Деннис \| Австралия \| 1ч 05' 05 \| \| \| 2-й \| Ремко Эвенепул \| Бельгия \| + 1' 08 \| \| \| 3-й \| Филиппо Ганна \| Италия \| + 1' 55 \| \| \| 4-й \| Патрик Бевин \| Новая Зеландия \| + 1' 57 \| \| \| 5-й \| Алекс Даусетт \| Великобритания \| + 2' 01 \| \| \| 6-й \| Лоусон Крэддок \| США \| + 2' 07 \| \| \| 7-й \| Танел Кангерт \| Эстония \| + 2' 07 \| \| \| 8-й \| Нелсон Оливейра \| Португалия \| + 2' 09 \| \| \| 9-й \| Тони Мартин \| Германия \| + 2' 27 \| \| \| 10-й \| Штефан Кюнг \| Швейцария \| + 2' 46 \| \| |                 |                |           |
| |                 |                |           |
| Источник: ProCyclingStats |                 |                |           |
| Генеральная классификация |                 |                |           |
| Гонщик | Гонщик          | Команда        | Время     |
| 1-й | Роан Деннис     | Австралия      | 1ч 05' 05 |
| 2-й | Ремко Эвенепул  | Бельгия        | + 1' 08   |
| 3-й | Филиппо Ганна   | Италия         | + 1' 55   |
| 4-й | Патрик Бевин    | Новая Зеландия | + 1' 57   |
| 5-й | Алекс Даусетт   | Великобритания | + 2' 01   |
| 6-й | Лоусон Крэддок  | США            | + 2' 07   |
| 7-й | Танел Кангерт   | Эстония        | + 2' 07   |
| 8-й | Нелсон Оливейра | Португалия     | + 2' 09   |
| 9-й | Тони Мартин     | Германия       | + 2' 27   |
| 10-й | Штефан Кюнг     | Швейцария      | + 2' 46   |